# 제11회 청룡영화상
제11회 청룡영화상은 1990년 12월 19일에 열린 시상식이다.

## 수상 및 후보

### 최우수 작품상
- 그들도 우리처럼 - 동아수출공사 수상

### 감독상
- 남부군 - 정지영 수상

### 남우주연상
- 남부군 - 안성기 수상

### 여우주연상
- 단지 그대가 여자라는 이유만으로 - 원미경 수상

### 남우조연상
- 남부군 - 최민수 수상

### 여우조연상
- 단지 그대가 여자라는 이유만으로 - 손숙 수상

### 신인남우상
- 장군의 아들 - 박상민 수상

### 신인여우상
- 남부군 - 최진실 수상

### 기술상
- 그들도 우리처럼 - 유영길 수상

### 각본상
- 추락하는 것은 날개가 있다 - 윤대성 외 수상

### 인기스타상
- 최진실 수상
- 박상민 수상
- 황신혜 수상
- 안성기 수상

### 한국영화 최다관객상
- 장군의 아들 - 태흥영화사 수상

### 외국영화상
- 시네마 천국